# Gauliga Sachsen 1934/35
Die Gauliga Sachsen 1934/35 war die zweite Spielzeit der Gauliga Sachsen im Fußball. Die Meisterschaft sicherte sich der Polizei SV Chemnitz mit drei Punkten Vorsprung auf die Mannschaft des Dresdner SC. Der Polizei SV Chemnitz qualifizierte sich für die Endrunde um die deutsche Meisterschaft und erreichte das Halbfinale. Die Abstiegsränge belegten der Plauener SuBC und der VfB Glauchau. Aus den Bezirksklassen stiegen BC Hartha und Dresdensia Dresden auf.

## Abschlusstabelle
| Pl. | Verein                   | Sp. | S  | U | N  | Tore    | Quote | Punkte |
| --- | ------------------------ | --- | -- | - | -- | ------- | ----- | ------ |
| 1.  | Polizei SV Chemnitz      | 18  | 13 | 3 | 2  | 059:180 | 3,28  | 29:70  |
| 2.  | Dresdner SC (M)          | 18  | 12 | 2 | 4  | 053:180 | 2,94  | 26:10  |
| 3.  | SV Fortuna Leipzig (N)   | 18  | 11 | 3 | 4  | 046:280 | 1,64  | 25:11  |
| 4.  | Guts Muts Dresden        | 18  | 8  | 4 | 6  | 041:280 | 1,46  | 20:16  |
| 5.  | Sportfreunde Dresden (N) | 18  | 7  | 5 | 6  | 037:400 | 0,93  | 19:17  |
| 6.  | VfB Leipzig              | 18  | 8  | 0 | 10 | 035:400 | 0,88  | 16:20  |
| 7.  | Planitzer SC             | 18  | 4  | 6 | 8  | 034:470 | 0,72  | 14:22  |
| 8.  | SC Wacker Leipzig        | 18  | 5  | 3 | 10 | 021:450 | 0,47  | 13:23  |
| 9.  | Plauener SuBC            | 18  | 4  | 3 | 11 | 031:530 | 0,58  | 11:25  |
| 10. | VfB Glauchau             | 18  | 3  | 1 | 14 | 020:600 | 0,33  | 07:29  |

| (M) | Titelverteidiger                  |
| (N) | Aufsteiger aus den Bezirksklassen |

## Aufstiegsrunde
Qualifiziert waren die Sieger der vier Bezirksklassen.
Kreuztabelle
| 1934/35                     | BC Hartha | Dresdensia Dresden | Elsterberger BC | SpVgg 1899 Leipzig-Lindenau |
| --------------------------- | --------- | ------------------ | --------------- | --------------------------- |
| BC Hartha                   |           | 9:2                | 7:0             | 4:3                         |
| Dresdensia Dresden          | 3:1       |                    | 2:0             | 3:2                         |
| Elsterberger BC             | 0:1       | 4:1                |                 | 4:3                         |
| SpVgg 1899 Leipzig-Lindenau | 1:3       | 2:3                | 3:1             |                             |

Abschlusstabelle
| Pl. | Verein                                                     | Sp. | S | U | N | Tore    | Quote | Punkte |
| --- | ---------------------------------------------------------- | --- | - | - | - | ------- | ----- | ------ |
| 1.  | BC Hartha (Sieger Bezirksklasse Chemnitz)                  | 6   | 5 | 0 | 1 | 025:900 | 2,78  | 10:20  |
| 2.  | Dresdensia Dresden (Sieger Bezirksklasse Dresden)          | 6   | 4 | 0 | 2 | 014:180 | 0,78  | 08:40  |
| 3.  | Elsterberger BC (Sieger Bezirksklasse Plauen-Zwickau)      | 6   | 2 | 0 | 4 | 009:170 | 0,53  | 04:80  |
| 4.  | SpVgg 1899 Leipzig-Lindenau (Sieger Bezirksklasse Leipzig) | 6   | 1 | 0 | 5 | 014:180 | 0,78  | 02:10  |